# Telosphrantis
Telosphrantis là một chi bướm đêm thuộc họ Choreutidae, chỉ có một loài, Telosphrantis aethiopica, có ở Ethiopia.
Chiều dài cánh trước khoảng 7 mm. 